# Distichophyllum pullei
Distichophyllum pullei är en bladmossart som beskrevs av Hugh Neville Dixon 1942. Distichophyllum pullei ingår i släktet Distichophyllum och familjen Hookeriaceae. Inga underarter finns listade i Catalogue of Life.